# Marronnier officiel de Genève
Le marronnier officiel de Genève, également appelé marronnier de la Treille, est un marronnier commun planté sur la promenade de la Treille à Genève et dont l'éclosion de la première feuille chaque année annonce l'arrivée du printemps.
Ces observations, effectuées par le sautier du Canton de Genève depuis 1818, font partie des traditions vivantes de Suisse, et forment la plus ancienne série de mesures phénologiques de Suisse, et la troisième plus ancienne au monde. En 2025, la première feuille a été observée le 10 mars, dans la moyenne des observations des années précédentes.

## Histoire
Entre 1807 et 1817, Marc-Louis Rigaud, alors rentier habitant à l'actuel 16 de la rue des Granges, observe chaque année un marronnier commun situé sur la promenade de la Treille en ville de Genève et note la date de l'éclosion de la première feuille. À partir de 1818, un arbre de référence officiel est choisi, et le sautier (secrétaire du Grand Conseil genevois) est chargé d'observer régulièrement l'arbre et de noter sur un registre la date de l'éclosion du premier bourgeon qui indique le début du printemps,. L'événement fait l'objet d'un communiqué de presse.
Le premier marronnier choisi en 1818 meurt au début du XXe siècle et est remplacé par un nouvel arbre en 1905. Ce deuxième marronnier meurt à son tour en 1929 et est remplacé par un autre marronnier commun sur lequel un dernier relevé est fait le 13 mars 2015. Ce troisième marronnier est infecté par un champignon et meurt de l'intérieur peu après. Madame le Sautier Maria Anna Hutter désigne alors à la pépinière de la ville de Genève lequel des greffons descendants du marronnier officiel deviendra peut-être le cinquième marronnier officiel. En attendant qu'il atteigne une taille suffisante pour assumer son rôle, elle désigne en septembre 2015 un des marronniers de la Treille qui sera le quatrième annonciateur officiel du printemps à Genève à partir de 2016. Ce marronnier se trouve en face de la Tour Baudet, lieu où siège le Conseil d'État.
L'observation de la date d'éclosion de la première feuille du marronnier de la Treille est une illustration de la tradition botanique genevoise, et fait partie de la liste des traditions vivantes de Suisse,.

## Observation de la première feuille
La tradition de l'observation de la première feuille par le sautier n'est régie par aucun texte officiel; cependant, elle fait actuellement explicitement partie du cahier des charges du sautier.

## Climat

Dates d'éclosion du premier bourgeon du marronnier officiel, de 1818 à 2025.

Les dates d'éclosion du premier bourgeon du marronnier officiel, collectées depuis 1818, forment la plus ancienne série de mesures phénologiques de Suisse. Malgré la variabilité des données d'une année à l'autre, on observe au cours du XXe siècle une tendance vers une éclosion de plus en plus précoce, avec un record au printemps 2003, puisque l'éclosion a eu lieu le 29 décembre 2002 déjà. Selon l'Office fédéral de météorologie et de climatologie MétéoSuisse, le réchauffement climatique joue un rôle dans ce changement, de même que d'autres facteurs liés à l'environnement urbain qui augmentent la quantité de chaleur dans la ville,. Dans les dernières années, cependant, on observe une inversion de tendance, avec une éclosion de plus en plus tardive. La raison de cette inversion n'est pas connue.
Ces observations sont similaires à celles observées dans les autres longues séries phénologiques enregistrées ; en Suisse, entre les années 1985 et 2020, la première feuille apparaît jusqu'à 30 jours plus tôt que dans les années 1950,.

## Dates d'éclosion du premier bourgeon
Le numéro correspond au numéro d'ordre du marronnier officiel, et les dates indiquées sont celles inscrites sur la tabelle officielle tenue par le sautier.
| No | Date        | Année | Sautier                  | Remarque |
| -- | ----------- | ----- | ------------------------ | --- |
| 1  | 16 mars     | 1818  | Théodore-Marc Paul       | |
| 1  | 1er avril   | 1819  | Théodore-Marc Paul       | |
| 1  | 6 avril     | 1820  | Théodore-Marc Paul       | |
| 1  | 10 avril    | 1821  | Théodore-Marc Paul       | |
| 1  | 17 mars     | 1822  | Théodore-Marc Paul       | |
| 1  | 4 avril     | 1823  | Théodore-Marc Paul       | |
| 1  | 20 avril    | 1824  | Théodore-Marc Paul       | |
| 1  | 6 avril     | 1825  | Théodore-Marc Paul       | |
| 1  | 29 mars     | 1826  | Théodore-Marc Paul       | |
| 1  | 9 avril     | 1827  | Théodore-Marc Paul       | |
| 1  | 4 avril     | 1828  | Théodore-Marc Paul       | |
| 1  | 6 avril     | 1829  | Théodore-Marc Paul       | |
| 1  | 29 mars     | 1830  | Théodore-Marc Paul       | |
| 1  | 31 mars     | 1831  | Henri Fromont            | |
| 1  | 4 avril     | 1832  | Henri Fromont            | |
| 1  | 10 avril    | 1833  | Henri Fromont            | |
| 1  | 13 mars     | 1834  | Henri Fromont            | |
| 1  | 7 avril     | 1835  | Henri Fromont            | |
| 1  | 26 mars     | 1836  | Henri Fromont            | |
| 1  | 20 avril    | 1837  | Henri Fromont            | |
| 1  | 8 avril     | 1838  | Henri Fromont            | |
| 1  | 6 avril     | 1839  | Henri Fromont            | |
| 1  | 14 avril    | 1840  | Henri Fromont            | |
| 1  | 25 mars     | 1841  | Henri Fromont            | |
| 1  | 11 avril    | 1842  | Henri Fromont            | |
| 1  | 25 mars     | 1843  | Henri Fromont            | |
| 1  | 3 avril     | 1844  | Henri Fromont            | |
| 1  | 9 avril     | 1845  | Henri Fromont            | |
| 1  | 24 mars     | 1846  | Henri Fromont            | |
| 1  | 3 avril     | 1847  | Henri Fromont            | |
| 1  | 1er avril   | 1848  | Henri Fromont            | |
| 1  | 7 avril     | 1849  | Henri Fromont            | |
| 1  | 10 avril    | 1850  | Henri Fromont            | |
| 1  | 7 avril     | 1851  | Henri Fromont            | |
| 1  | 7 avril     | 1852  | Henri Fromont            | |
| 1  | 18 avril    | 1853  | Henri Fromont            | |
| 1  | 3 avril     | 1854  | Henri Fromont            | |
| 1  | 12 avril    | 1855  | Henri Fromont            | |
| 1  | 26 mars     | 1856  | Henri Fromont            | |
| 1  | 3 avril     | 1857  | Henri Fromont            | |
| 1  | 5 avril     | 1858  | Jean-Paul Ruff           | |
| 1  | 18 mars     | 1859  | Jean-Paul Ruff           | |
| 1  | 6 avril     | 1860  | Jean-Paul Ruff           | |
| 1  | 30 mars     | 1861  | Jean-Paul Ruff           | |
| 1  | 28 mars     | 1862  | Jean-Paul Ruff           | |
| 1  | 4 avril     | 1863  | Jean-Paul Ruff           | |
| 1  | 2 avril     | 1864  | Jean-Paul Ruff           | |
| 1  | 11 avril    | 1865  | Jean-Paul Ruff           | |
| 1  | 31 mars     | 1866  | Jean-Paul Ruff           | |
| 1  | 24 mars     | 1867  | Jean-Paul Ruff           | |
| 1  | 3 avril     | 1868  | Jean-Paul Ruff           | |
| 1  | 8 avril     | 1869  | Jean-Paul Ruff           | |
| 1  | 10 avril    | 1870  | Jean-Paul Ruff           | |
| 1  | 27 mars     | 1871  | Jean-Paul Ruff           | |
| 1  | 28 mars     | 1872  | Jean-Paul Ruff           | |
| 1  | 27 mars     | 1873  | Jean-Paul Ruff           | |
| 1  | 31 mars     | 1874  | Jean-Paul Ruff           | |
| 1  | 4 avril     | 1875  | Jean-Paul Ruff           | |
| 1  | 28 mars     | 1876  | Jean-Paul Ruff           | |
| 1  | 31 mars     | 1877  | Jean-Paul Ruff           | |
| 1  | 5 avril     | 1878  | Jean-Paul Ruff           | |
| 1  | 28 mars     | 1879  | Jean-Paul Ruff           | |
| 1  | 20 mars     | 1880  | Jean-Paul Ruff           | |
| 1  | 19 mars     | 1881  | Jean-Paul Ruff           | |
| 1  | 15 mars     | 1882  | Jean-Paul Ruff           | |
| 1  | 3 avril     | 1883  | Jean-Paul Ruff           | |
| 1  | 17 mars     | 1884  | Jean-Paul Ruff           | |
| 1  | 20 mars     | 1885  | Jean-Paul Ruff           | |
| 1  | 29 mars     | 1886  | Jean-Paul Ruff           | |
| 1  | 12 avril    | 1887  | Jean-Paul Ruff           | |
| 1  | 15 avril    | 1888  | Jean-Paul Ruff           | |
| 1  | 12 avril    | 1889  | Jean-Paul Ruff           | |
| 1  | 30 mars     | 1890  | Jean-Paul Ruff           | |
| 1  | 15 avril    | 1891  | Jean-Paul Ruff           | |
| 1  | 3 avril     | 1892  | Jean-Paul Ruff           | |
| 1  | 27 mars     | 1893  | Jean-Paul Ruff           | |
| 1  | 1er avril   | 1894  | Jean-Paul Ruff           | |
| 1  | 9 avril     | 1895  | Jean-Paul Ruff           | |
| 1  | 22 mars     | 1896  | Jean-Paul Ruff           | |
| 1  | 22 mars     | 1897  | Jean-Paul Ruff           | |
| 1  | 6 avril     | 1898  | Jean-Paul Ruff           | |
| 1  | 28 mars     | 1899  | Jean-Paul Ruff           | |
| 1  | 16 avril    | 1900  | Jean-Paul Ruff           | |
| 1  | 9 avril     | 1901  | Jean-Paul Ruff           | |
| 1  | 2 avril     | 1902  | Jean-Paul Ruff           | |
| 1  | 26 mars     | 1903  | Jean-Paul Ruff           | |
| 1  | 6 avril     | 1904  | Samuel Demolis           | |
| 1  | 31 mars     | 1905  | Samuel Demolis           | |
| 2  | 19 mars     | 1906  | Samuel Demolis           | |
| 2  | 3 avril     | 1907  | Samuel Demolis           | |
| 2  | 2 avril     | 1908  | Samuel Demolis           | |
| 2  | 4 avril     | 1909  | Samuel Demolis           | |
| 2  | 15 mars     | 1910  | Samuel Demolis           | |
| 2  | 21 mars     | 1911  | Jules Veresoff           | |
| 2  | 6 mars      | 1912  | Jules Veresoff           | |
| 2  | 13 mars     | 1913  | Jules Veresoff           | |
| 2  | 18 mars     | 1914  | Jules Veresoff           | |
| 2  | 25 mars     | 1915  | Jules Veresoff           | |
| 2  | 27 mars     | 1916  | Jules Veresoff           | |
| 2  | 16 avril    | 1917  | Jules Veresoff           | |
| 2  | 24 mars     | 1918  | Jules Veresoff           | |
| 2  | 23 mars     | 1919  | Jules Veresoff           | |
| 2  | 27 mars     | 1920  | Jules Veresoff           | |
| 2  | 16 mars     | 1921  | Jules Veresoff           | |
| 2  | 16 mars     | 1922  | Jules Veresoff           | |
| 2  | 24 mars     | 1923  | Jules Veresoff           | |
| 2  | 28 mars     | 1924  | Alphonse Wiedmer         | |
| 2  | 30 mars     | 1925  | Alphonse Wiedmer         | |
| 2  | 7 mars      | 1926  | Alphonse Wiedmer         | |
| 2  | 21 mars     | 1927  | Alphonse Wiedmer         | |
| 2  | 17 mars     | 1928  | Alphonse Wiedmer         | |
| 3  | 29 mars     | 1929  | Alphonse Wiedmer         | |
| 3  | 26 mars     | 1930  | Alphonse Wiedmer         | |
| 3  | 25 mars     | 1931  | Adolphe Tombet           | |
| 3  | 26 mars     | 1932  | Adolphe Tombet           | |
| 3  | 20 mars     | 1933  | Adolphe Tombet           | |
| 3  | 23 mars     | 1934  | Adolphe Tombet           | |
| 3  | 23 mars     | 1935  | Adolphe Tombet           | |
| 3  | 17 mars     | 1936  | Adolphe Tombet           | |
| 3  | 27 février  | 1937  | Adolphe Tombet           | |
| 3  | 15 mars     | 1938  | Adolphe Tombet           | |
| 3  | 16 mars     | 1939  | Adolphe Tombet           | |
| 3  | 20 mars     | 1940  | Adolphe Tombet           | |
| 3  | 19 mars     | 1941  | Adolphe Tombet           | |
| 3  | 20 mars     | 1942  | Adolphe Tombet           | |
| 3  | 4 mars      | 1943  | Adolphe Tombet           | |
| 3  | 20 mars     | 1944  | Adolphe Tombet           | |
| 3  | 11 mars     | 1945  | Albert Perréard          | |
| 3  | 14 mars     | 1946  | Albert Perréard          | |
| 3  | 18 mars     | 1947  | Albert Perréard          | |
| 3  | 9 mars      | 1948  | Albert Perréard          | |
| 3  | 18 mars     | 1949  | Albert Perréard          | |
| 3  | 10 mars     | 1950  | Albert Perréard          | |
| 3  | 17 mars     | 1951  | Albert Perréard          | |
| 3  | 20 mars     | 1952  | Albert Perréard          | |
| 3  | 19 mars     | 1953  | Albert Perréard          | |
| 3  | 11 mars     | 1954  | Albert Perréard          | |
| 3  | 25 mars     | 1955  | Albert Perréard          | |
| 3  | 28 mars     | 1956  | Albert Perréard          | |
| 3  | 1er mars    | 1957  | Albert Perréard          | |
| 3  | 18 février  | 1958  | Henri Fontaine           | |
| 3  | 28 février  | 1959  | Henri Fontaine           | |
| 3  | 2 mars      | 1960  | Henri Fontaine           | |
| 3  | 20 février  | 1961  | Henri Fontaine           | |
| 3  | 10 mars     | 1962  | Henri Fontaine           | |
| 3  | 19 mars     | 1963  | Henri Fontaine           | |
| 3  | 28 février  | 1964  | Henri Fontaine           | |
| 3  | 18 mars     | 1965  | Henri Fontaine           | |
| 3  | 21 février  | 1966  | Henri Fontaine           | |
| 3  | 23 février  | 1967  | Henri Fontaine           | |
| 3  | 4 mars      | 1968  | Henri Fontaine           | |
| 3  | 3 mars      | 1969  | Henri Fontaine           | |
| 3  | 21 mars     | 1970  | Jean Hoesner             | |
| 3  | 21 mars     | 1971  | Jean Hoesner             | |
| 3  | 24 février  | 1972  | Jean Hoesner             | |
| 3  | 16 mars     | 1973  | Jean Hoesner             | |
| 3  | 14 février  | 1974  | Jean Hoesner             | |
| 3  | 31 janvier  | 1975  | Jean Hoesner             | |
| 3  | 2 mars      | 1976  | Jean Hoesner             | |
| 3  | 18 février  | 1977  | Jean Hoesner             | |
| 3  | 1er mars    | 1978  | Jean Hoesner             | |
| 3  | 22 février  | 1979  | Pierre Stoller           | |
| 3  | 21 février  | 1980  | Pierre Stoller           | |
| 3  | 9 mars      | 1981  | Pierre Stoller           | |
| 3  | 10 janvier  | 1982  | Pierre Stoller           | |
| 3  | 8 mars      | 1983  | Pierre Stoller           | |
| 3  | 9 mars      | 1984  | Pierre Stoller           | |
| 3  | 15 mars     | 1985  | Pierre Stoller           | |
| 3  | 19 mars     | 1986  | Pierre Stoller           | |
| 3  | 19 mars     | 1987  | Pierre Stoller           | |
| 3  | 15 février  | 1988  | Pierre Stoller           | |
| 3  | 26 février  | 1989  | Pierre Stoller           | |
| 3  | 11 février  | 1990  | Pierre Stoller           | |
| 3  | 3 janvier   | 1991  | Pierre Stoller           | |
| 3  | 27 février  | 1992  | Pierre Stoller           | |
| 3  | 26 février  | 1993  | Pierre Stoller           | |
| 3  | 6 février   | 1994  | Pierre Stoller           | |
| 3  | 14 février  | 1995  | Pierre Stoller           | |
| 3  | 6 mars      | 1996  | Pierre Stoller           | |
| 3  | 27 février  | 1997  | Myriam Boussina-Mercille | |
| 3  | 16 février  | 1998  | Myriam Boussina-Mercille | |
| 3  | 9 mars      | 1999  | Myriam Boussina-Mercille | |
| 3  | 28 février  | 2000  | Maria Anna Hutter        | |
| 3  | 15 février  | 2001  | Maria Anna Hutter        | |
| 3  | 7 février   | 2002  | Maria Anna Hutter        | |
| 3  | 29 décembre | 2002  | Maria Anna Hutter        | Douceur printanière ; neige le 10 avril 2003 ; mois d'août 2003 le plus chaud depuis 1868                                                                 |
| 3  | 21 février  | 2004  | Maria Anna Hutter        | |
| 3  | 19 mars     | 2005  | Maria Anna Hutter        | |
| 3  | 14 mars     | 2006  | Maria Anna Hutter        | Deuxième floraison le 26 octobre 2006 |
| 3  | 2 mars      | 2007  | Maria Anna Hutter        | |
| 3  | 19 février  | 2008  | Maria Anna Hutter        | |
| 3  | 6 mars      | 2009  | Maria Anna Hutter        | |
| 3  | 15 mars     | 2010  | Maria Anna Hutter        | |
| 3  | 28 février  | 2011  | Maria Anna Hutter        | et 30 novembre 2011 |
| 3  | 13 mars     | 2012  | Maria Anna Hutter        | |
| 3  | 21 mars     | 2013  | Maria Anna Hutter        | |
| 3  | 5 mars      | 2014  | Maria Anna Hutter        | |
| 3  | 13 mars     | 2015  | Maria Anna Hutter        | |
| 4  | 16 mars     | 2016  | Maria Anna Hutter        | |
| 4  | 11 mars     | 2017  | Laurent Koelliker        | |
| 4  | 24 mars     | 2018  | Laurent Koelliker        | La « Fête de la Première Feuille » (Maison de quartier de Chausse-Coq) a lieu par hasard le même jour, réunissant les enfants du secteur sur la promenade |
| 4  | 12 mars     | 2019  | Laurent Koelliker        | |
| 4  | 8 mars      | 2020  | Laurent Koelliker        | |
| 4  | 12 mars     | 2021  | Laurent Koelliker        | |
| 4  | 10 mars     | 2022  | Laurent Koelliker        | |
| 4  | 9 mars      | 2023  | Laurent Koelliker        | |
| 4  | 3 mars      | 2024  | Laurent Koelliker        | |
| 4  | 10 mars     | 2025  | Laurent Koelliker        | |

## Images

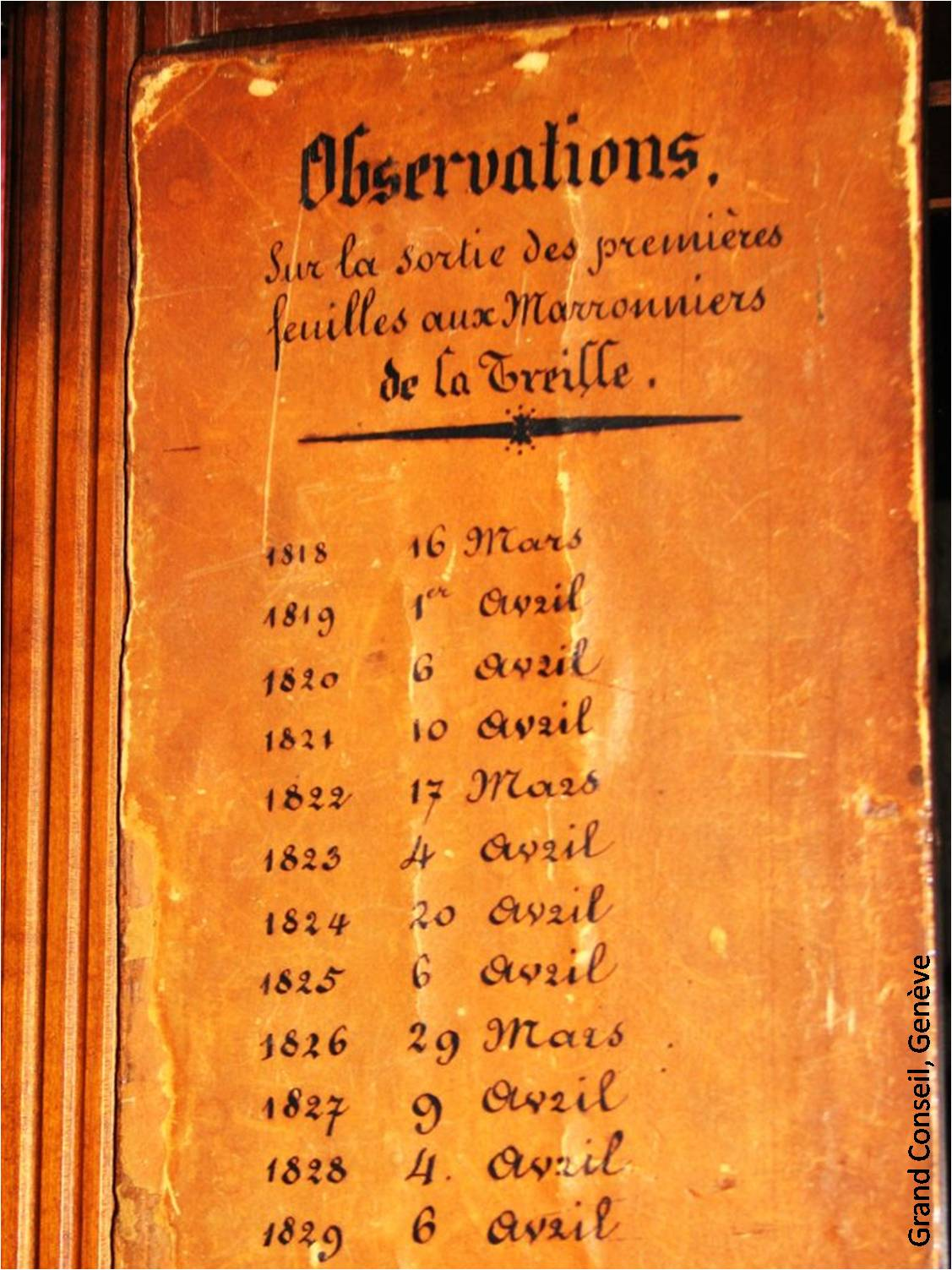
Registre de l'apparition de la première feuille de 1818 à 1829
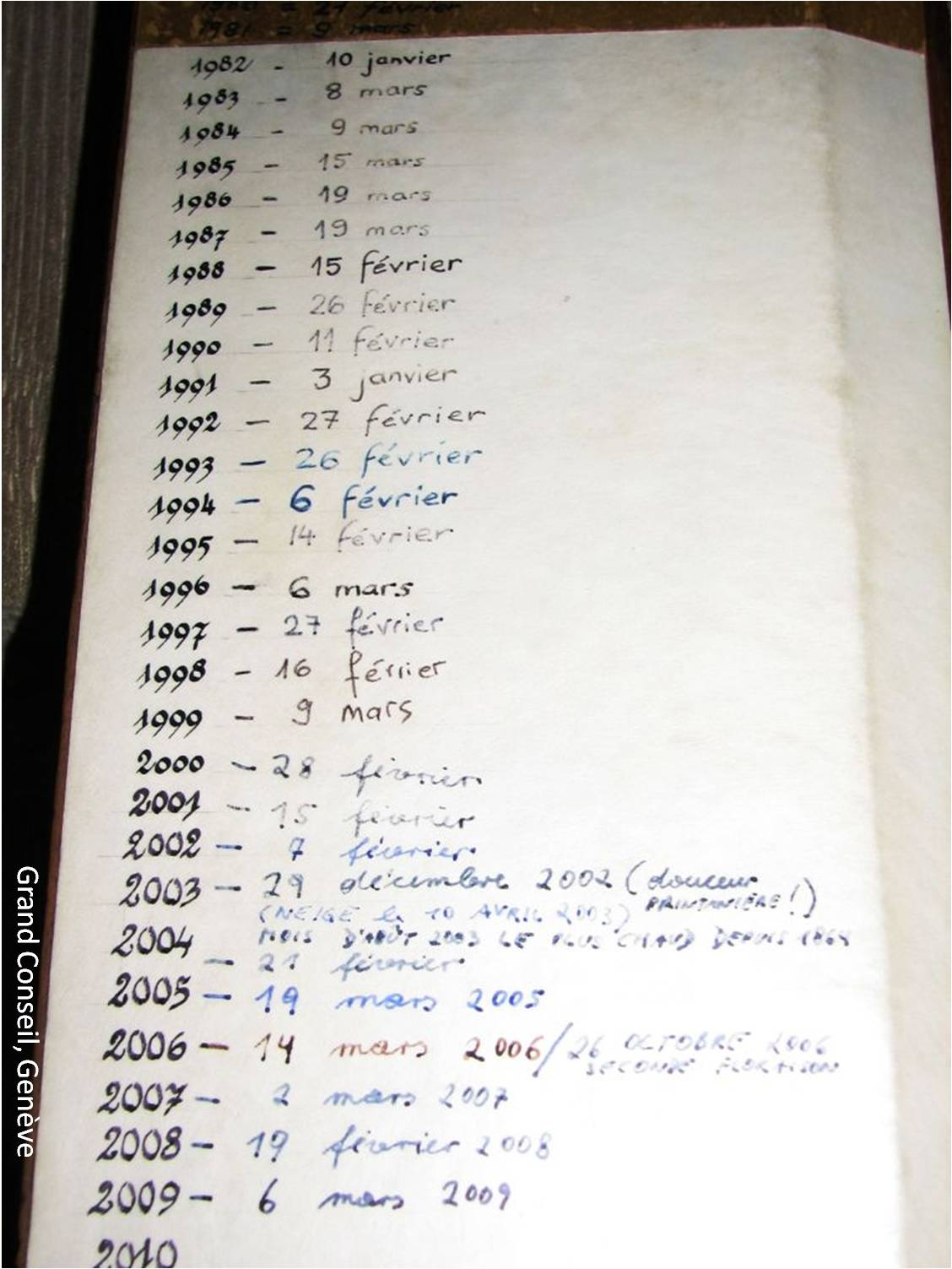
Registre de l'apparition de la première feuille de 1982 à 2009
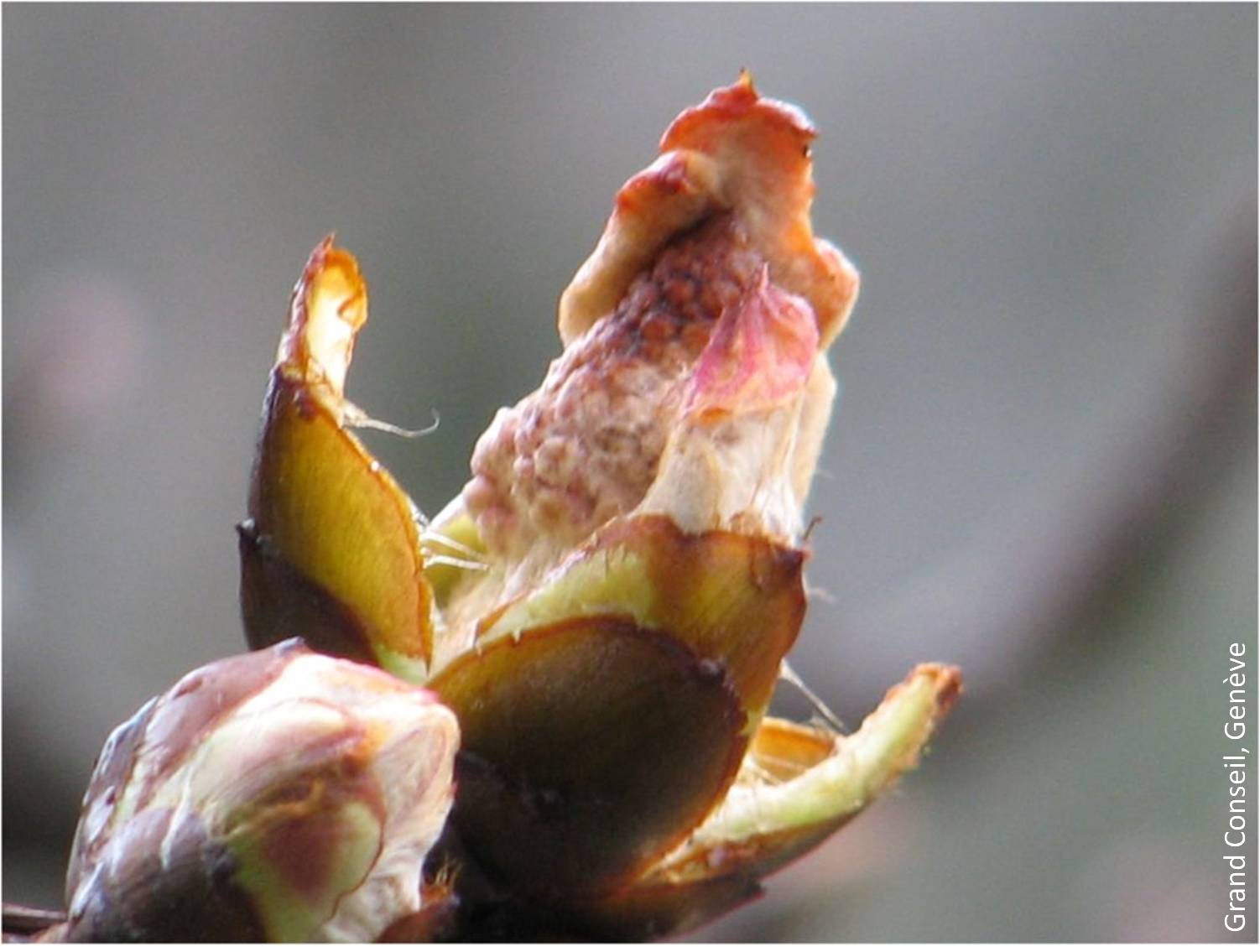
Éclosion du premier bourgeon le 6 mars 2009
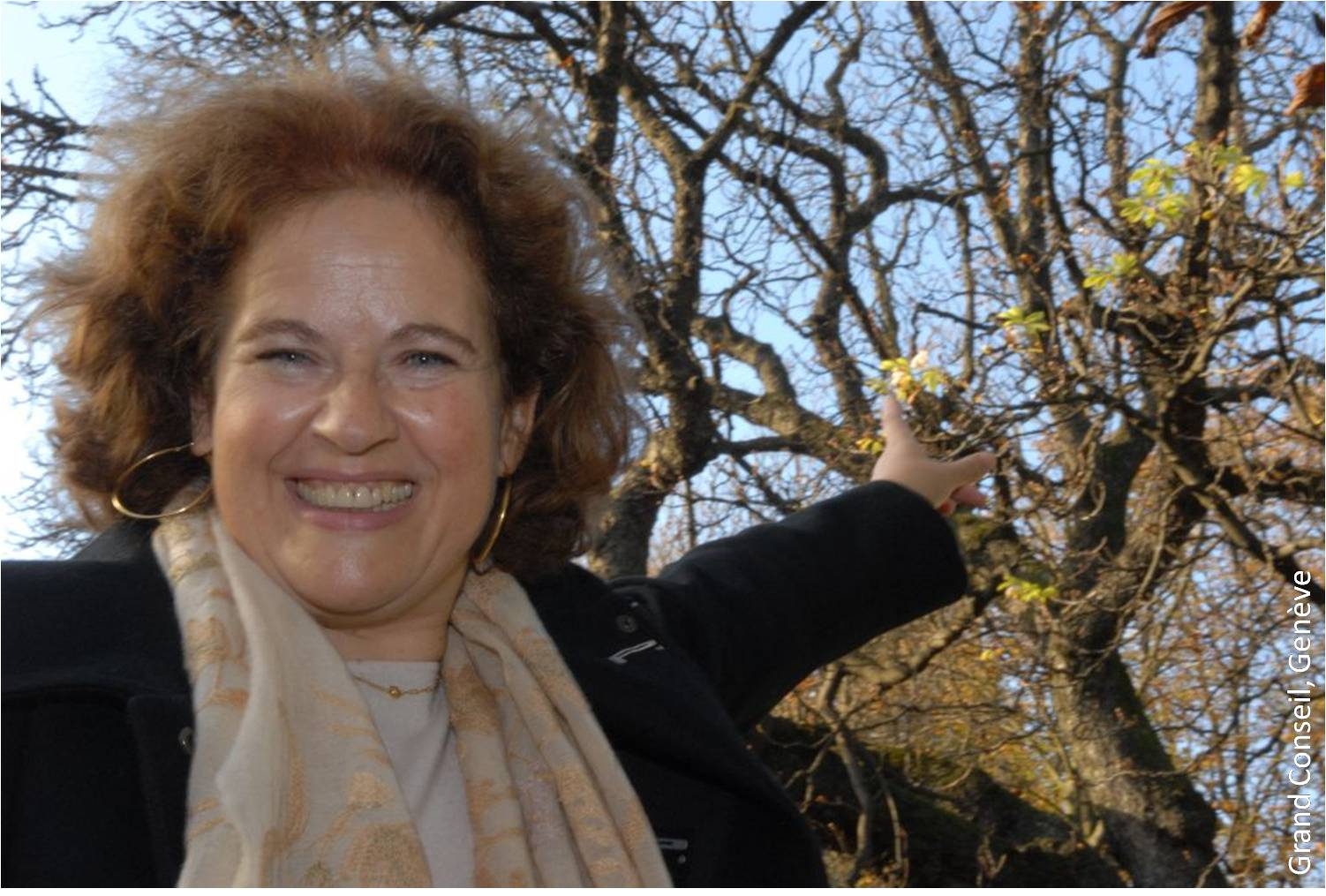
Le sautier Maria Anna Hutter montrant le marronnier en 2009
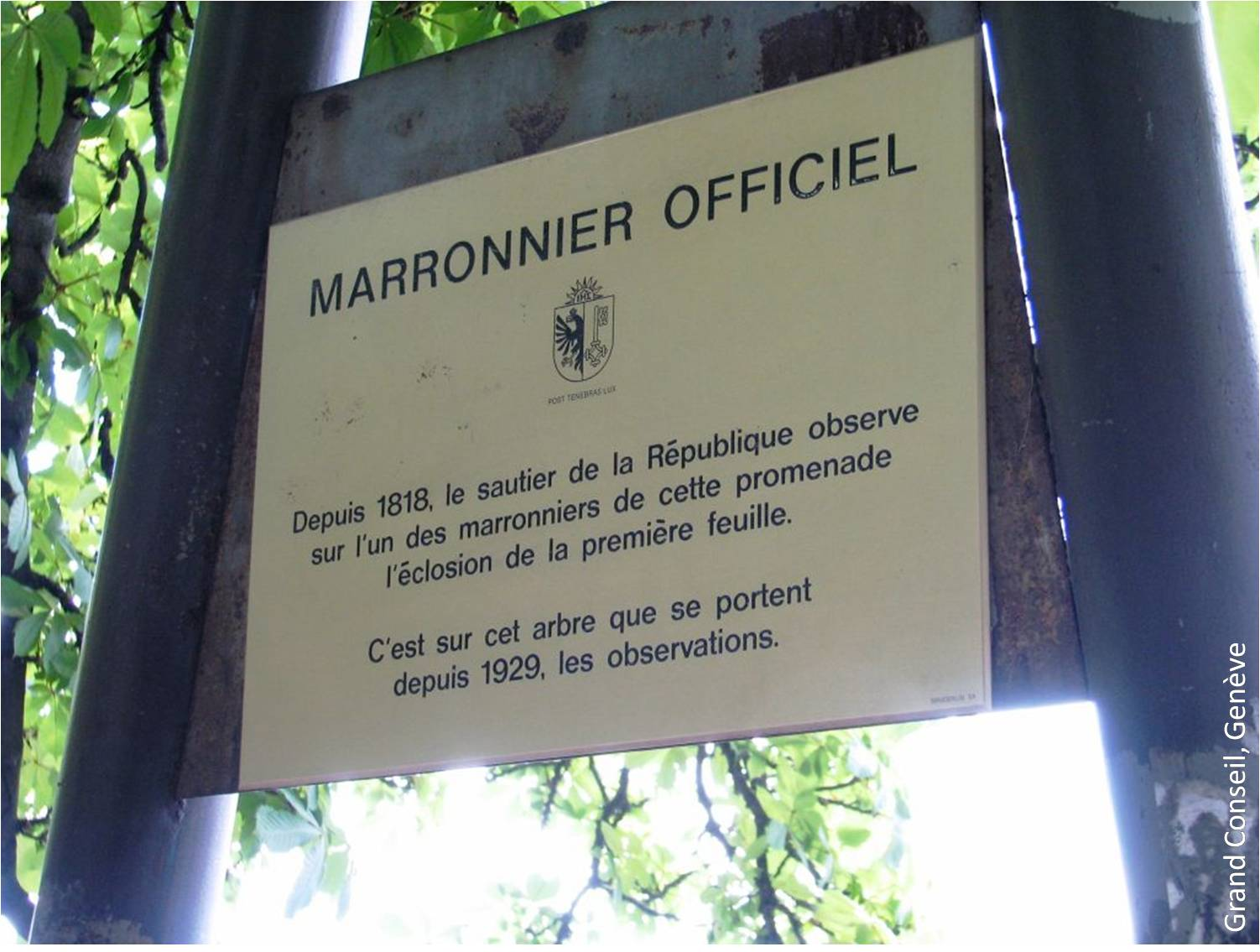
Plaque indicatrice en 2009, 3e marronnier officiel
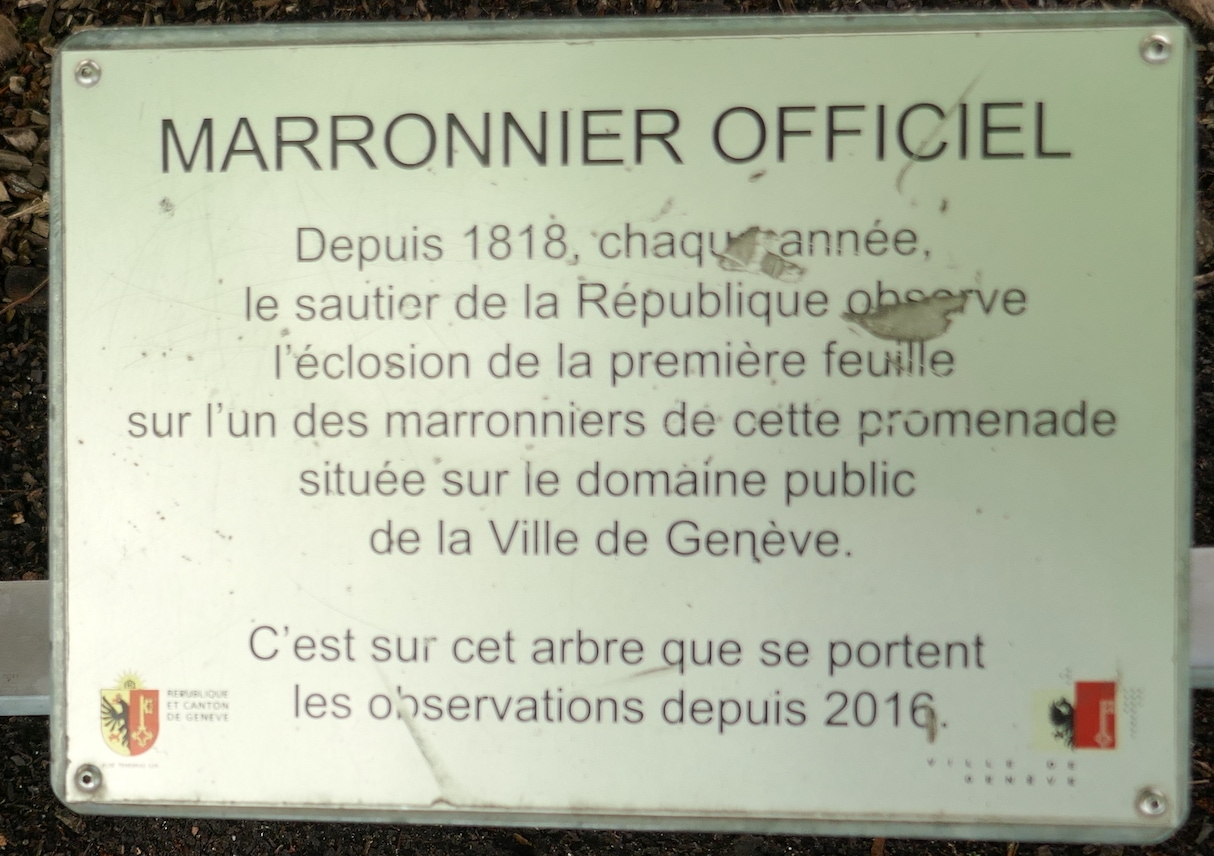
Plaque indicatrice en 2024, 4e marronnier officiel